# Газорос
Газорос (на гръцки: Γάζωρος) е античен и средновековен град, разположен край зиляховското село Порна (Газорос), Северна Гърция.

## Местоположение
Развалините на античния град, идентифициран с античния Газорос и съществувал поне до ранносредновековния период, са на издължения хълм Агиос Атанасиос североизточно от село Порна, прекръстено в 1926 година на Газорос. На върха на хълма се намира едноименната църква, която според устното предание е построена на мястото на по-стара църква. Под западните и източните склонове на хълма минават дълбоки дерета. Южната страна е доста полегата и по тази страна се е простирал древният град. Северната страна е свързана с тясна шия от около 10 метра с прилежащия дълъг тесен хълм със същата височина. На този северен хълм има погребения от неизвестен период.

## История
Древният град, съществувал на хълма, е идентифициран с Газорос, споменат от географа Клавдий Птолемей в „География“ от II век сл. Хр.) и от писателя Стефан Византийски, автор на многотомния географски речник „Етника“ от VI век сл. Хр. Птолемей споменава Газорос (Γάσωρος) по време на изброяването на градовете на одомантите и едоните. Одомантия със столица Сира (Сяр) и Едония са провинции на Тракия. Стефан Византийски го споменава като македонски град без допълнителна топографска информация: „Газорос, град в Македония, националност газорец, почитана Артемида Газория“ (ΓΑΖΩΡΟΣ, πόλις Μακεδονίας. το εθνικὸν γαζώριος· η δε Άρτεμις αυτόθι γαζωρία τιμάται). Така очевидно градът е бил място на поклонението на Артемида Газория, което изглежда е имало по-широко разпространение, тъй като се споменава и в надписи от Скидра и Пела.
Идентификацията на Газорос с античния град край Порна се счита за сигурна и се основава на два надписа, открити на хълма Агиос Атанасиос. В 1958 година е открита резолюция от 158-9 г. сл. Хр., пазена в Серския археологически музей. Втори, този път елинистически надпис, открит в 1964 година в подножието на хълма, потвърждава идентифицирането на мястото с античния Газорос. Това е мраморна колона на почетна резолюция от елинистическо време в Газорос. Според резолюцията град Газорос (...έδοξεν Γαζ[ωρίοις]..) и околните села, с които изглежда са образували нещо като съюз, почитат Азия (името не е добре запазено) с венец за неговите благодеяния към града, защото той предостави на гражданите пшеница и ечемик на ниски цени.
Тези надписи дават важна информация за организацията на Газор през елинистическия и римския период. Градът процъфтява значително през римско време и изглежда е бил член на съюз. Вероятно този съюз е Съюза на петте града (Пендаполиса) според надпис, открит във Филипи, който гласи: „...пентаполитите, [...] хадрианополците, бе(р)гийците, скимбертите, газорите...“ От тези градове Газорос и Берге са известни, другите два са неизвестни, а петият, чието име не се чете се предполага, че е бил Сира (Σίρρα), тоест Сяр.
Останките от стената на града са средновековни, а не римски или елинистически. Може би градът след римския период е бил ограничен до платото на акропола на хълма и е продължил да бъде обитаван през ранновизантийския период (IV - VII век) и вероятно е бил изоставен с разрушителните набези между V и VII на готи, хуни, славяни.

## Описание
От Газорос са запазени няколко останки от стена и сгради по протежение на хълма, чиято конструкция е от недялан камък с варов хоросан между камъните и няколко фрагмента от керамика. Използването на варов хоросан в градежа на стената стената води до хипотезата, че стените са създадени през III - IV век сл. Хр. или малко след това. Периметърът на хълма е около 450-500 m.
Стената е запазена фрагментарно само на няколко места. Засаждането на борове на хълма значително е променило археологическия обект. Най-добре запазената част е от северозападната страна на хълма и представлява стена с дължина около 8 m, като височината достига до 3 m, а дебелина 1,10 m. В тази стена е запазена част от втора стена в съседство с оригиналната, която визуално изглежда по-късна.
В средата на източния склон е запазен участък от стена с дължина 12 m и височина 2-2,5 m. Могат да се видят различни други руини, разпръснати по същия склон.
До църквата „Свети Атансий“ са извършни археологически разкопки, които разкриват основите на правоъгълни сгради.